# Paleoecclesie
Termenul paleoecclesie (în greacă: palaeo - arhaic și ecclesia - adunare) se referă la primele comunități creștine din Antichitate (în special în spațiul Imperiului Roman), care au existat în secolul I și în primele două-trei secole ale creștinismului, care s-au dezvoltat înainte de formarea Bisericii Catolice și a altor biserici creștine mai târzii.Așa cum istoricul religiilor și filologul basarabean Victor Kernbach (1923-1995) afirma într-una dintre lucrările sale, „Biserica în involuție”, de-a lungul dezvoltării societății umane religia s-a extins de la un plan personal la unul colectiv. Acest lucru este foarte evident dacă studiem evoluția cuvântului ecclesie (ἐκκλησία) care ne-a dat cuvântul pentru biserică în mai multe limbi printre care franceza (église), italiana (iglisa) și spaniola (iglesia). Dacă pentru grecii precreștini acesta însemna orice adunare (ecclesia), creștinismul îi acordă demnitatea de comunitate religioasă, reunită prin ideile și credința împărtășită. Activitatea Bisericii își pune amprenta asupra vieții materiale și spirituale a omului. Paleoecclesiile erau formate din credincioși care se adunau în case particulare sau în locuri desemnate pentru cult, cum ar fi catacombele sau cimitirele, deoarece creștinismul era o religie persecutată și nu avea permisiunea de a-și practica credința în public.
Paleoecclesiile nu aveau o structură bisericească formală și nu exista o ierarhie clară între membri. În general, liderii locali sau prezbiterii erau aleși de către comunitatea de credincioși pentru a conduce închinarea și pentru a oferi învățătura religioasă. Adunările creștine erau simple și se concentrau pe lectura Scripturii, pe rugăciune și pe celebrarea împărtășaniei.
În timp, odată cu creșterea numărului de credincioși și cu acceptarea creștinismului de către Imperiul Roman, s-au dezvoltat structuri bisericești mai formale și ierarhii mai bine definite. 
Termenul a fost introdus relativ recent în istoriografia românească de către istoricul constănțean Vlad-Mihai Chelu pentru a descrie condițiile existente în Scythia Minor în primele secole creștine, înainte de coagularea în regiune a primelor structuri de putere bisericești - episcopii și mitropolii.